# Konrad Winkler
Pour les articles homonymes, voir Winkler.
Konrad Winkler, né le 17 février 1955 à Neuhausen/Erzgeb., est un coureur est-allemand du combiné nordique. Il est double médaillé de bronze en individuel aux Jeux olympiques 1976 et 1980. Entre-temps, il devient champion du monde en 1978.

## Biographie
Son premier succès intervient en 1974, lorsqu'il devient champion du monde junior à Autrans. Un an plus tard, il finit deuxième.
Winkler remporte la médaille de bronze aux Jeux olympiques d'hiver de 1976 à Innsbruck et aux Jeux olympiques d'hiver de 1980 à Lake Placid, courses gagnées par Ulrich Wehling.
Aux Championnats du monde 1978 à Lahti, il devient champion du monde, battant notamment son partenaire d'entraînement Ulrich Wehling, un des plus grands athlètes du combiné de l'histoire.
En 1981 et 1982, il se classe deuxième du combiné au Festival de ski de Holmenkollen.
En 1982, pour sa dernière saison dans le sport, il remporte, à Oslo, le titre mondial de l'épreuve par équipes et la médaille d'argent en individuel.
Il est le premier venu de la RDA entraîner dans l'équipe d'Allemagne après la réunification en 1990.

## Palmarès

### Jeux olympiques
| Épreuve / Édition | Innsbruck 1976 | Lake Placid 1980 |
| Individuel        | Bronze         | Bronze           |

### Championnats du monde
| Épreuve / Édition | Lahti 1978 | Oslo 1982 |
| Individuel        | Or         | Argent    |
| Par équipes       |            | Or        |

### Championnat d'Allemagne de l'Est
Konrad Winkler remporte en 1980 le Championnat d'Allemagne de l'Est. Il remportera à nouveau ce titre en 1982.